# Wrząsowice
Wrząsowice – wieś w Polsce, położona w województwie małopolskim, w powiecie krakowskim, w gminie Świątniki Górne, na terenie aglomeracji krakowskiej.
W latach 1975–1998 miejscowość położona była w województwie krakowskim.

## Położenie
Pod względem geograficznym Wrząsowice znajdują się na Pogórzu Wielickim. Zabudowania i pola Wrząsowic zajmują dno doliny rzeki Wilga oraz okoliczne wzgórza. Integralne części miejscowości: Bielówka, Boczków, Dulany, Gazdy, Góry, Kopaliny, Kraśnik, Pastwiska, Pokrzywnica, Rędziny, Ulica, Wierzchgóry, Zalesie, Zielona.

## Integralne części wsi
| części wsi | Bielówka, Boczków, Dulany, Gazdy, Góry, Kopaliny, Kraśnik, Pastwiska, Pokrzywnica, Rędziny, Ulica, Wierzchgóry, Zalesie, Zielona |

## Zarys historii

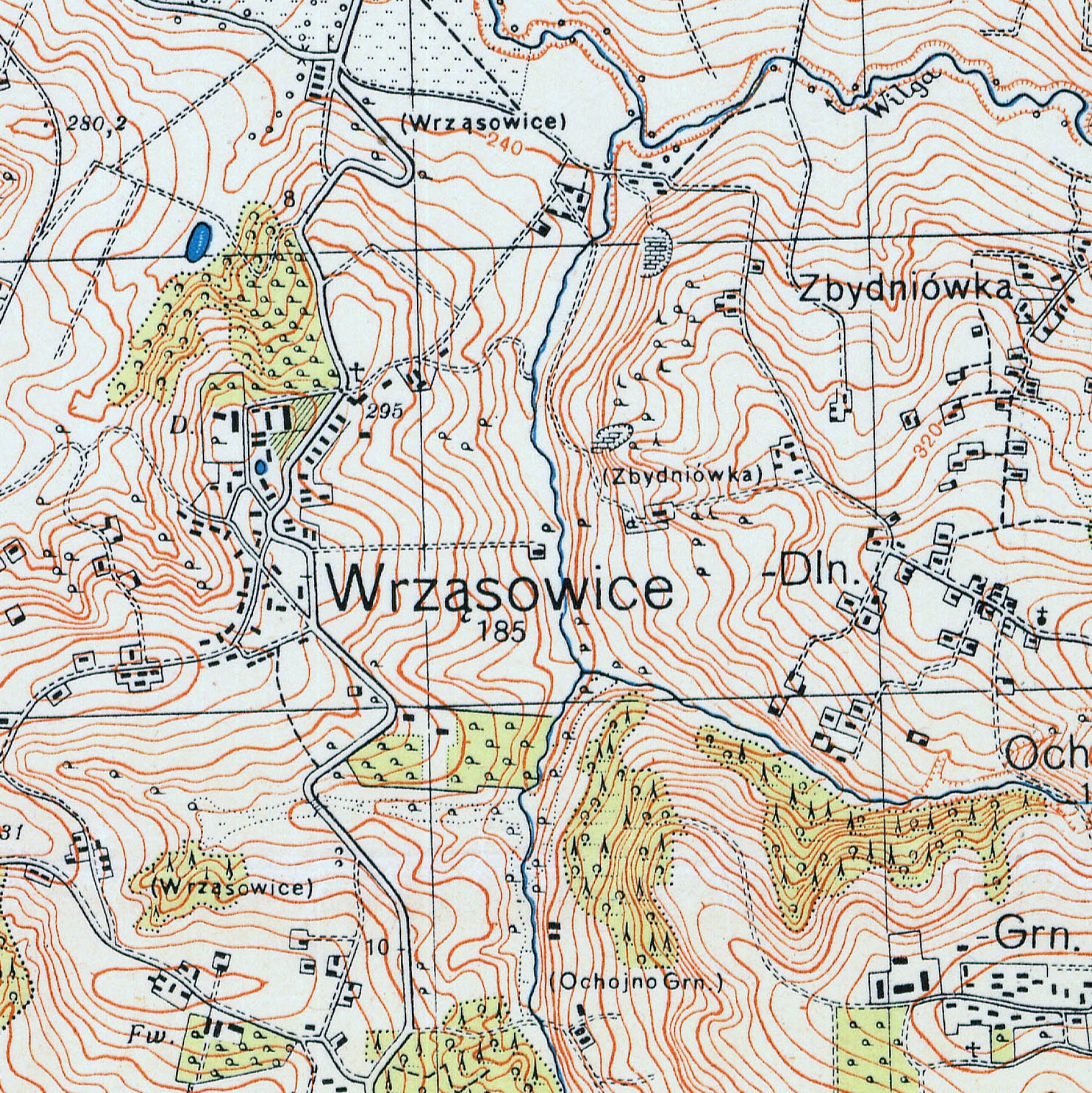
Wrząsowice na mapie turystycznej z 1936 roku

W XIX w. wieś należała do barona Henryka Konopki, po jego śmierci w 1892 r. Wrząsowice kupił Konstanty Wiszniewski. Kolejnymi zarządcami Wrząsowic byli: Lucyna z Bukowskich Wiszniewska, następnie Anna z Wiszniewskich Bielańska i jej mąż Jan Bielański.

## Zabytki
- Zespół dworski[7]

## Samorząd i polityka
Władzę samorządową na najniższym szczeblu sprawują sołtys Teresa Waśniowska oraz siedmioosobowa Rada Sołecka. W Radzie Miejskiej w Świątnikach Górnych, liczącej piętnastu członków, Wrząsowice reprezentuje natomiast trzech radnych. Ich wybór dokonywany jest w okręgach jednomandatowych.
Miejscowość jest częścią okręgu wyborczego nr 13 do Sejmu RP. Z obszaru tego mandat wykonuje aktualnie czternastu posłów. Swojego przedstawiciela w Senacie mieszkańcy wsi wybierać mogą w jednomandatowym okręgu nr 31. Funkcję tę pełni obecnie Marek Pęk (PiS).
Regionalnych posłów do Parlamentu Europejskiego, w liczbie siedmiu, wyłania się z kolei w okręgu nr 10.

## Transport

### Komunikacja zbiorowa
Transport publiczny zapewniają autobusy MPK w Krakowie oraz busy przewoźników prywatnych. Przez Wrząsowice kursują następujące linie aglomeracyjne krakowskiej komunikacji miejskiej:
- 215: Borek Fałęcki – Rzeszotary Panciawa Pętla
- 225: Borek Fałęcki – Świątniki Górne Urząd Miasta i Gminy (północna część wsi)
- 265: Borek Fałęcki – Konary Pętla (wzdłuż zachodniej granicy wsi)
- 915: Łagiewniki – Świątniki Górne Urząd Miasta i Gminy (linia nocna, funkcjonująca jedynie w weekendy)

Ponadto, przez położone w bezpośrednim sąsiedztwie Wrząsowic krakowskie Wróblowice przejeżdżają linie 135 (Łagiewniki – Golkowice Pętla) oraz 254 (Borek Fałęcki – Golkowice Pętla, z kursami wariantowymi do Grabówek).
Przewozy busami, łączące miejscowość z Krakowem, oferują następujące firmy:
- FB:
  - Kraków, ul. Kamienna – Wrząsowice – Świątniki Górne – Janowice
  - Kraków, ul. Kamienna – Wrząsowice – Ochojno – Podstolice
- Auto-Greg: Kraków, Centrum Kongresowe – Wrząsowice – Ochojno – Podstolice
- POL-BUS: Kraków, Centrum Kongresowe – Wrząsowice – Ochojno – Podstolice

### Transport kolejowy
Wrząsowice pozbawione są dostępu do infrastruktury torowej. Najbliżej położone stacje to Kraków Swoszowice (na linii 94 Kraków Płaszów – Oświęcim) oraz Wieliczka Rynek-Kopalnia (na linii 109 Kraków Bieżanów – Wieliczka Rynek-Kopalnia).

### Transport lotniczy
Ruch pasażerski z obszaru całej aglomeracji krakowskiej obsługuje port lotniczy Kraków-Balice, oddalony o kilkanaście kilometrów na północny zachód od wsi.